# Scipione (nome)
Scipione  è un nome proprio di persona italiano maschile.

## Varianti
- Maschili: Scipio[2][3]

### Varianti in altre lingue
- Catalano: Escipió[5]
- Francese: Scipion
- Latino: Scipio[1]
- Polacco: Scypion
- Spagnolo: Escipión[5]

## Origine e diffusione

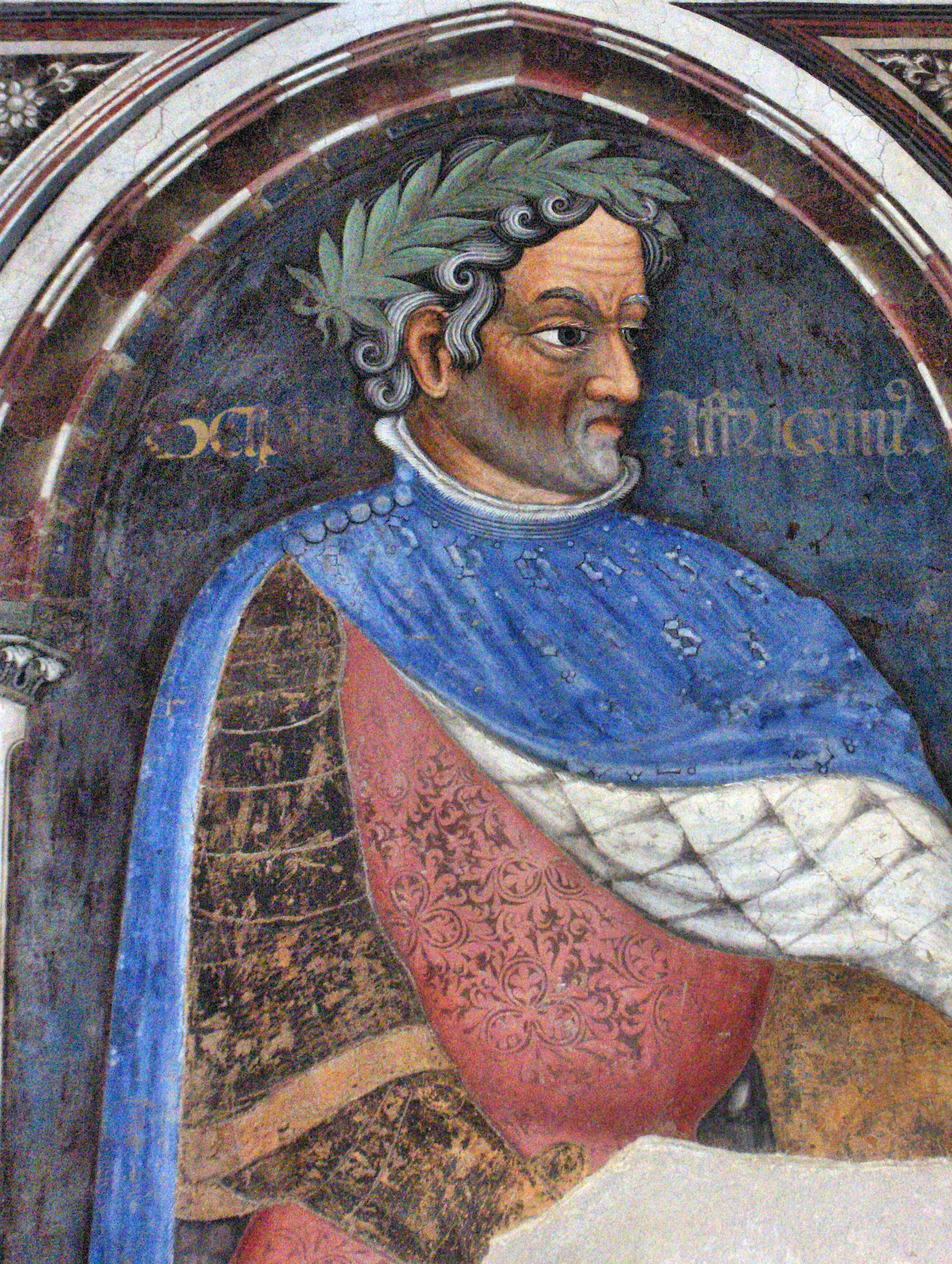
Publio Cornelio Scipione, detto "Scipione l'Africano"

Riprende un antico soprannome latino, Scipio, basato su un termine col significato di "bastone", "scettro" (la cui etimologia è sconosciuta); il significato viene talvolta interpretato come "sostegno del padre", e quindi "buon figlio".
Tipico della gens Cornelia, è stato reso celebre da alcuni personaggi della storia romana, in particolare Scipione l'Africano e Scipione Emiliano. Negli ultimi anni del ventennio fascista è stato riportato in voga grazie al film di Carmine Gallone Scipione l'Africano e, in seguito, grazie alla citazione del personaggio storico nell'Inno di Mameli. Oggi gode di scarsa diffusione, anche se è attestato in tutta l'Italia continentale. 
Al di fuori dell'Italia, è degno di nota il suo uso, nella forma Scipio e in varianti quali Sipio o l'ipocoristico Zip, nella comunità afroamericana durante il periodo della schiavitù; questo uso, seppur minoritario rispetto ad altri nomi come Cato, Pompey e Caesar, era dovuto al fatto che i due più celebri personaggi della storia romana così chiamata portarono il titolo onorifico di Africanus.

## Onomastico
L'onomastico si può festeggiare il 4 settembre, in memoria del beato Scipione Gerolamo Brigeat de Lambert, canonico di Avranches, presbitero, uno dei martiri dei pontoni di Rochefort.

## Persone

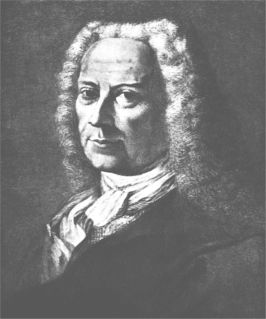
Scipione Maffei

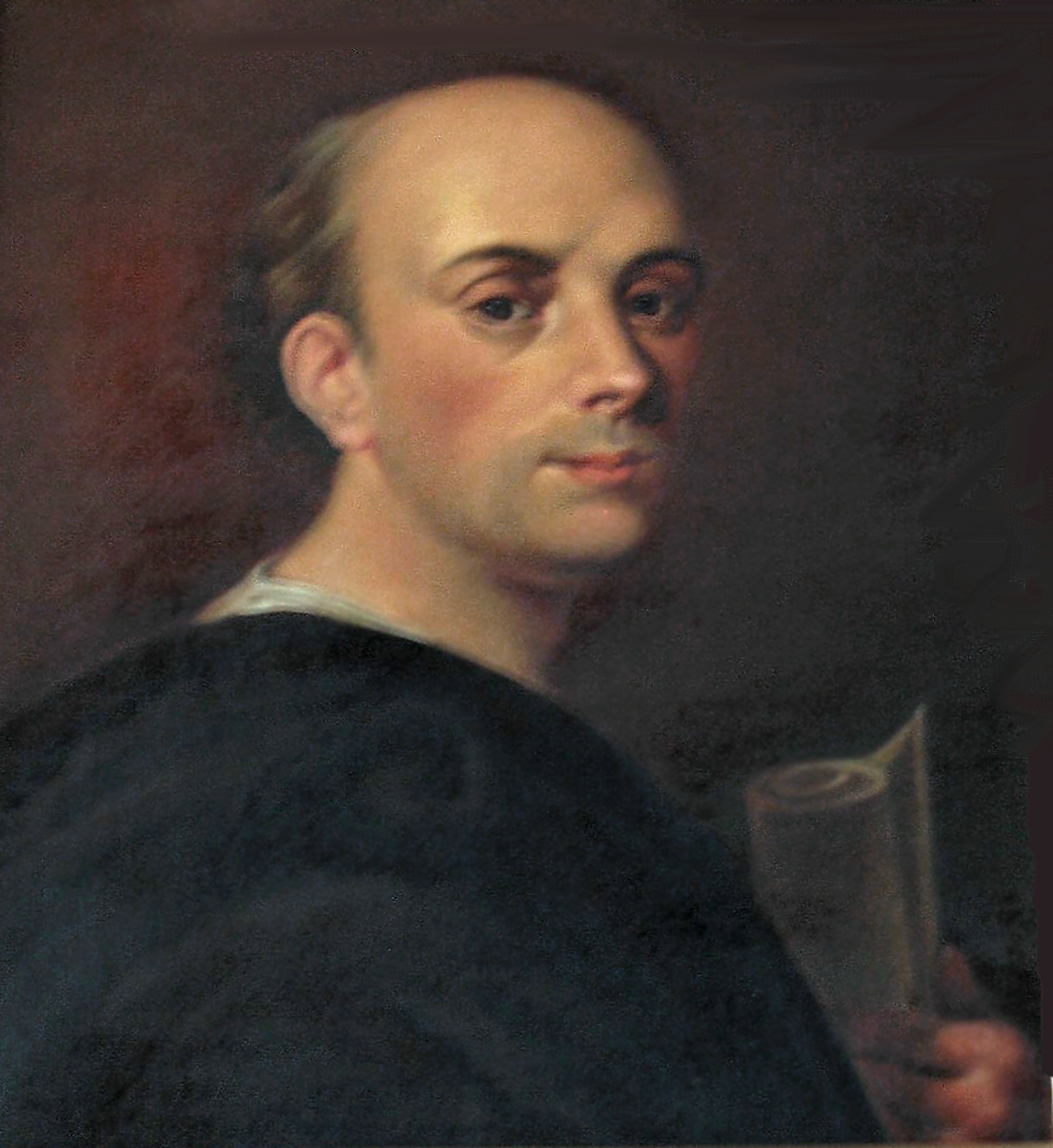
Scipione Piattoli

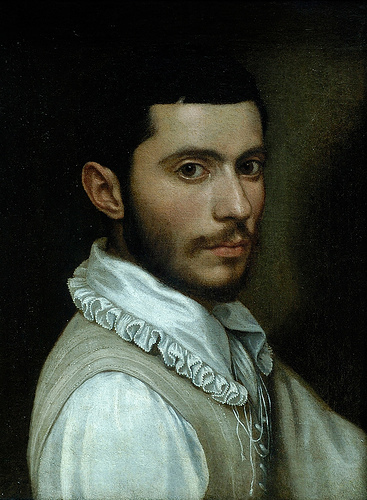
Scipione Pulzone

- Gneo Cornelio Scipione Calvo, generale e statista romano
- Lucio Cornelio Scipione Barbato, politico e console romano
- Publio Cornelio Scipione, detto "Scipione l'Africano" politico e generale romano
- Publio Cornelio Scipione Emiliano, detto anche Africano minore, generale e politico romano
- Scipione, pseudonimo di Gino Bonichi, pittore e scrittore italiano
- Scipione Ammirato, storico e letterato italiano
- Scipione Borghese, viaggiatore, pilota automobilistico e politico italiano
- Scipione Breislak, geologo e naturalista italiano
- Scipione Caffarelli-Borghese, vescovo cattolico e cardinale italiano
- Scipione Cicala, corsaro, condottiero e navigatore ottomano di origine genovese
- Scipione Cignaroli, pittore italiano
- Scipione de' Ricci, vescovo cattolico italiano
- Scipione del Ferro, matematico italiano
- Scipione Errico, poeta, scrittore e drammaturgo italiano
- Scipione Gentili, giurista e letterato italiano naturalizzato tedesco
- Scipione Lentolo, pastore cristiano evangelico e teologo italiano
- Scipione Maffei, storico, drammaturgo ed erudito italiano
- Scipione Piattoli, intellettuale, scrittore e prete italiano
- Scipione Pulzone, pittore italiano
- Scipione Rebiba, cardinale italiano
- Scipione Riva Rocci, medico italiano
- Scipione Salvotti, medico, poeta e patriota italiano
- Scipione Tolomei, letterato e scrittore italiano
- Scipione Ugoni, condottiero mercenario italiano

### Variante Scipio
- Scipio Colombo, baritono italiano
- Scipio Sighele, psicologo, sociologo e criminologo italiano
- Scipio Slataper, scrittore e militare italiano